# Lilla Habo
Lilla Habo är en bebyggelse, belägen norr om Höje å i Lomma socken i Lomma kommun. Från 2015 avgränsar SCB här en småort.